# 고양이 춤

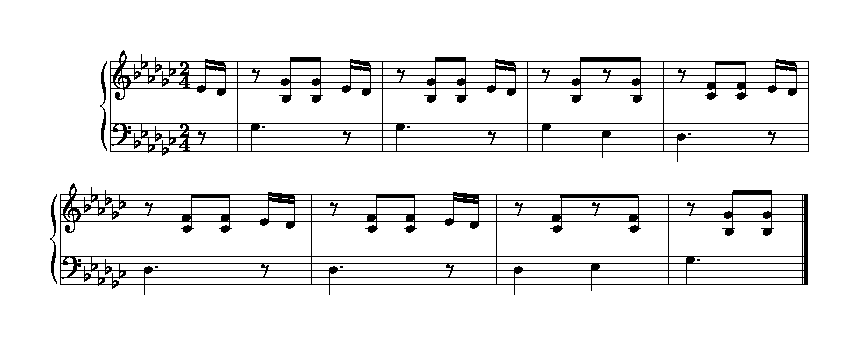
고양이 춤 악보

고양이 춤(독일어: Flohwalzer)는 내림사장조의 악곡으로 피아노 독주곡이다. 하지만 여러 악기와 합주한 버전도 있다. 작곡자는 알려져 있지 않다. 작곡자 명에 F. Loh인 것으로 기록되어 있어 Eric Baumann의 책에는 Ferdinand Loh이란 사람이 한 것으로 보고 있다. 하지만 이는 저자의 농담으로 F. Loh = Floh는 독일어로 벼룩을 뜻하며, 독일어권에서 불리는 곡명은“벼룩의 왈츠(Flohwalzer)”이다.
이곡은 2/4박자로 왈츠가 아니며, 폴카에 가깝다. 왈츠는 항상 3/4박자이기 때문이다.
조성은 내림사장조로 조표에 내림표(♭)가 6개 붙어 있어 매우 복잡해 보이지만, 실제로 연주하는 데 있어 복잡하지 않고 단순하다. 이는 대부분의 음이 반음을 치기 위해 조표를 붙였기 때문이다.
1962년 루스 콘웨이는 고양이 춤을 변주해“Lesson one”곡으로 인기를 얻었다.

## 같이 보기
- 젓가락 행진곡